# Izieux
Pour l’article ayant un titre homophone, voir Izieu.
Izieux est un quartier de la commune de Saint-Chamond, dans la vallée du Gier.
C'est une ancienne commune de la Loire. Le 
14 mars 1964, Saint-Chamond, Saint-Martin-en-Coailleux, Saint-Julien-en-Jarez, et Izieux ont fusionné pour former le « grand » Saint-Chamond.

## Toponymie
Selon l'instituteur Jean Lapourré, historien de la ville d'Izieux, l'origine du nom Izieux provient de la divinité Isis, l'une de celles adoptées par les Romains, notamment par la garnison installée dans la région pour édifier la canalisation gigantesque des eaux du Gier vers Lyon. Toutefois, cette étymologie n'est pas reconnue par des spécialistes de la toponymie. Pour Albert Dauzat et Charles Rostaing, Izieux a pour origine un nom d'homme gaulois Iltius avec suffixe -acum ou un nom d'homme latin Visius, avec aphérèse ancienne de V-. Pour Ernest Nègre, l'origine est un nom propre latin Utius avec suffixe -acum.

## Géographie

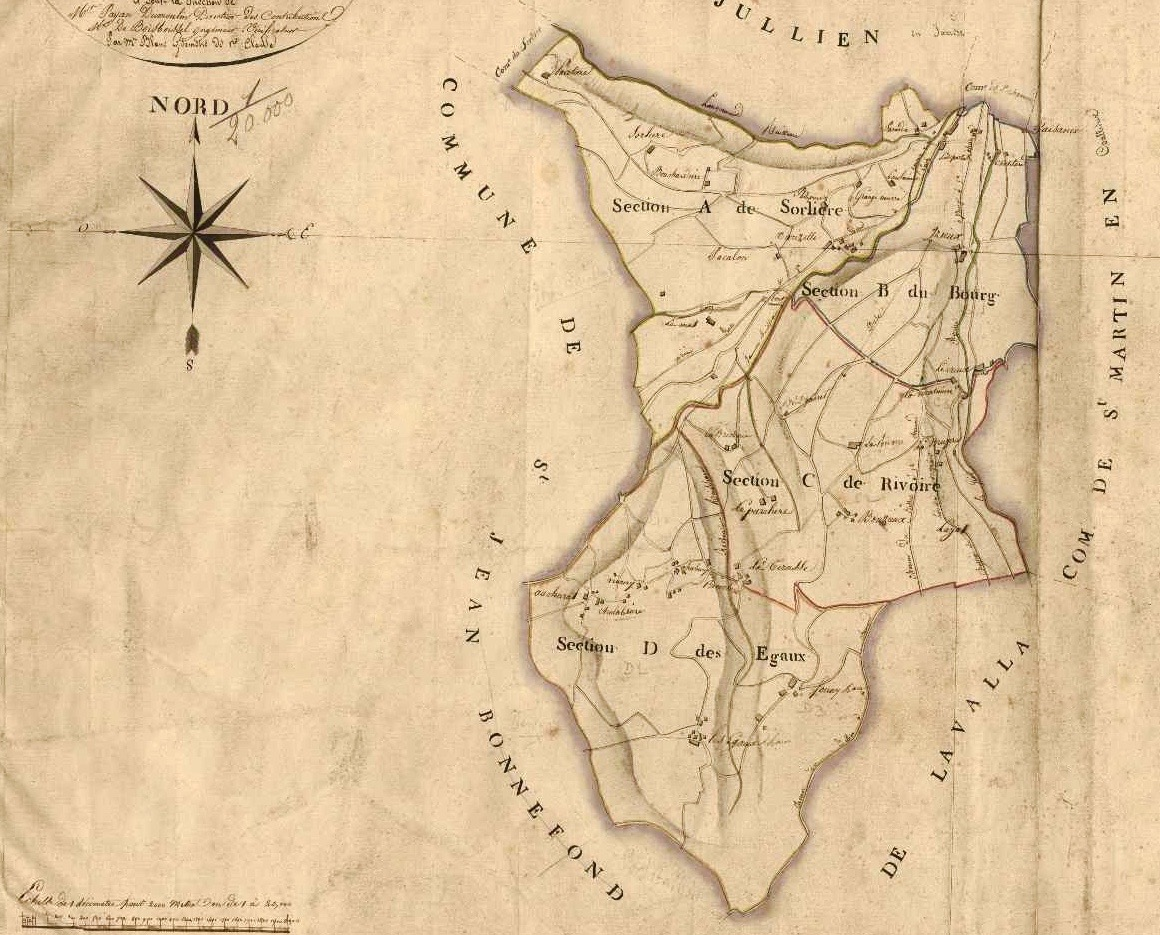
Cadastre napoléonien, Izieux, 1812.

### Localisation
Izieux est situé au pied et au nord du Mont Pilat. Sa forme est grosso modo celle d'un triangle dont la pointe est au sud. Sa superficie est de 1 629 ha (soit 16,2 km2). Le territoire était borné par les communes de Saint-Julien-en-Jarez et Saint-Chamond au nord, par celle de Saint-Jean-Bonnefonds à l'ouest, par celles de La Valla-en-Gier et Saint-Martin-en-Coailleux à l'est.

### Hydrographie
Izieux est traversé par la rivière Janon (affluent du Gier) dans le sens sud-ouest/nord-est, par le ruisseau du Langonand (affluent du Gier) qui forme sa limite nord, et par le Gier dans le sens sud-nord sur sa partie orientale ; on compte quatre autres ruisseaux : le Ricolin, la Combe Noire et la Fontchoreyre (affluents du Janon), et l'Arlos (affluent du Gier).

### Relief
L'altitude est comprise entre 380 m et 1 000 m.

### Morphologie géo-urbaine
Le territoire d'Izieux est constitué de croupes et de vallonnements plus ou moins soulignés. Plusieurs vallons entaillent l'espace de cette ancienne commune : ceux du Gier, du Janon, du Langonand, du Ricolin et de la Fontchoreyre.

## Habitat

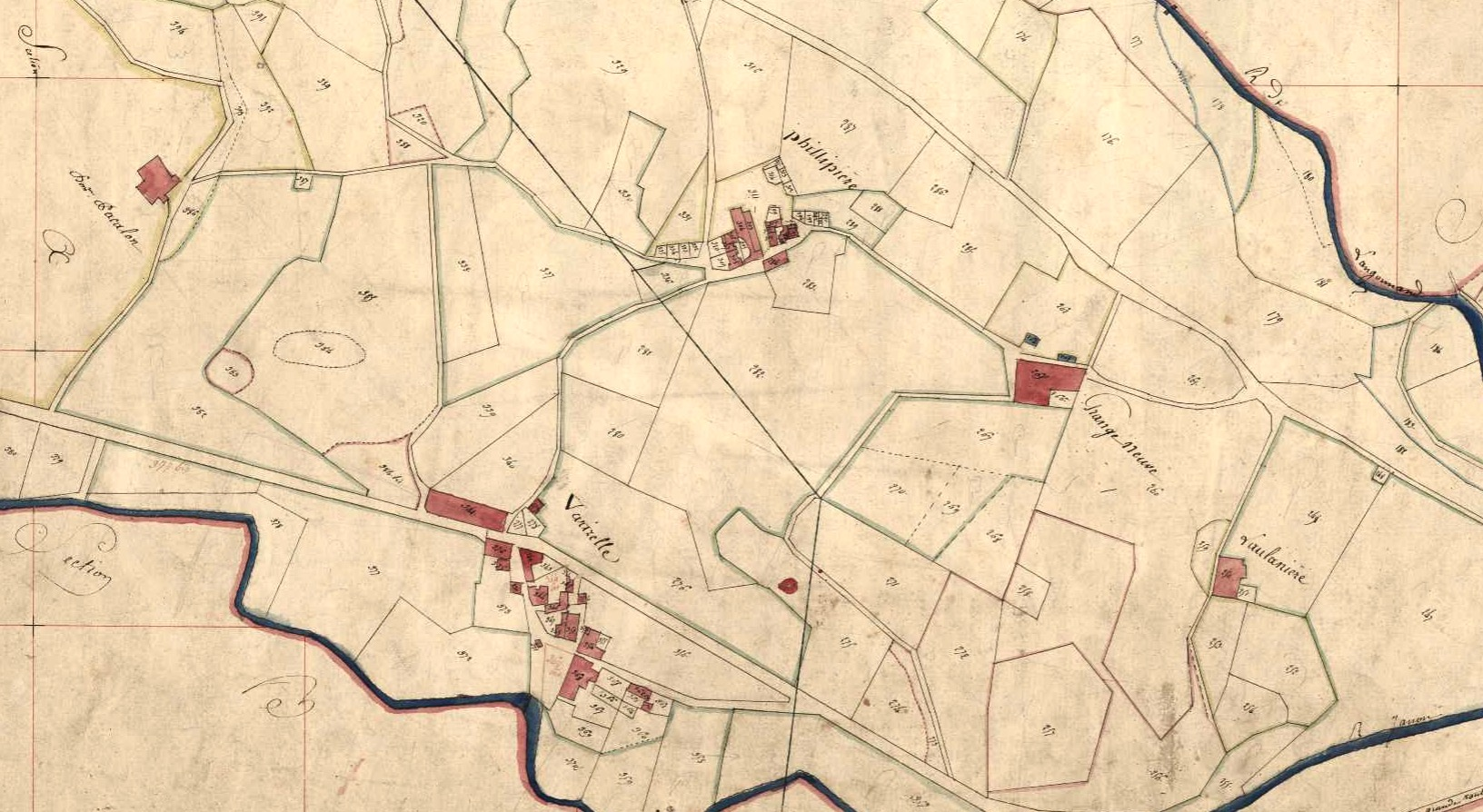
Extrait du cadastre napoléonien, Izieux, 1812.

Le territoire de la commune a longtemps été caractérisé par une répartition diffuse de l'habitat et la dispersion de la population. Au XIXe siècle, on compte de nombreux quartiers et hameaux.

### Population agglomérée
Lors du recensement de 1886, les quartiers agglomérés sont : le bourg, le Bief, Pré-Château, Moulin Dyon, Le Creux, La Martinière, Moulin-Combat, Plat d'Izieux, Champ du Geai, Arlos, La Basse Bruyère. Ils représentent 3 887 habitants sur 6 181, soit 63 %.

### Population éparse
Lors du recensement de 1886, les hameaux et fermes extérieurs aux sites agglomérés sont près d'une trentaine : La Garenne, Bachat, Haute Bruyère, Laya, Grange Payre, Langonand, Paradis, Philippière, Varizelle, Pont Nantin, Sorlière, Bouchardière, pont d'Arlos, Grange Badet, Ricolin, Les Barraques, La Terrasse, Fouey, Ocharra, La Brocharie, La Bénéchère, La Chabure, Les Égaux, Le Viaure, La Chalabrière, La Gamotte, Bujarrêt, La Rivoire, Bonzieux. Ils représentent 2 294 habitants sur 6 181, soit 37 %.

## Histoire

### Antiquité
Une présence sur le site est recensée dès l'Antiquité, avec la garnison romaine aménageant le réseau de captation d'eau et de siphons plombés partant d'Izieux pour approvisionner par l'aqueduc du Gier Colonia Copia Felix Munatia Lugdunum, l'antique ville de Lyon.
L'existence d'un aqueduc du Janon (ou de Quatre-Aigues) a été discutée.

### Moyen Âge
Peu de documents subsistent sur la période médiévale d'Izieux. En janvier 1379, l'archevêque de Lyon, l'ancien doyen de la cathédrale archiépiscopal, Jean de Talaru, organise une visite pastorale qui dure des mois. Parmi les 400 édifices inspectés, par lui directement ou par ses délégués, figure "Ysieu". Le compte rendu de mission affirme qu'il y existe un prieuré de femmes dépendant de l'abbaye de Saint-Pierre, de Lyon ; que le prieuré est délabré ; et  que le curé se nomme Jean Chalmaterii.

### Du

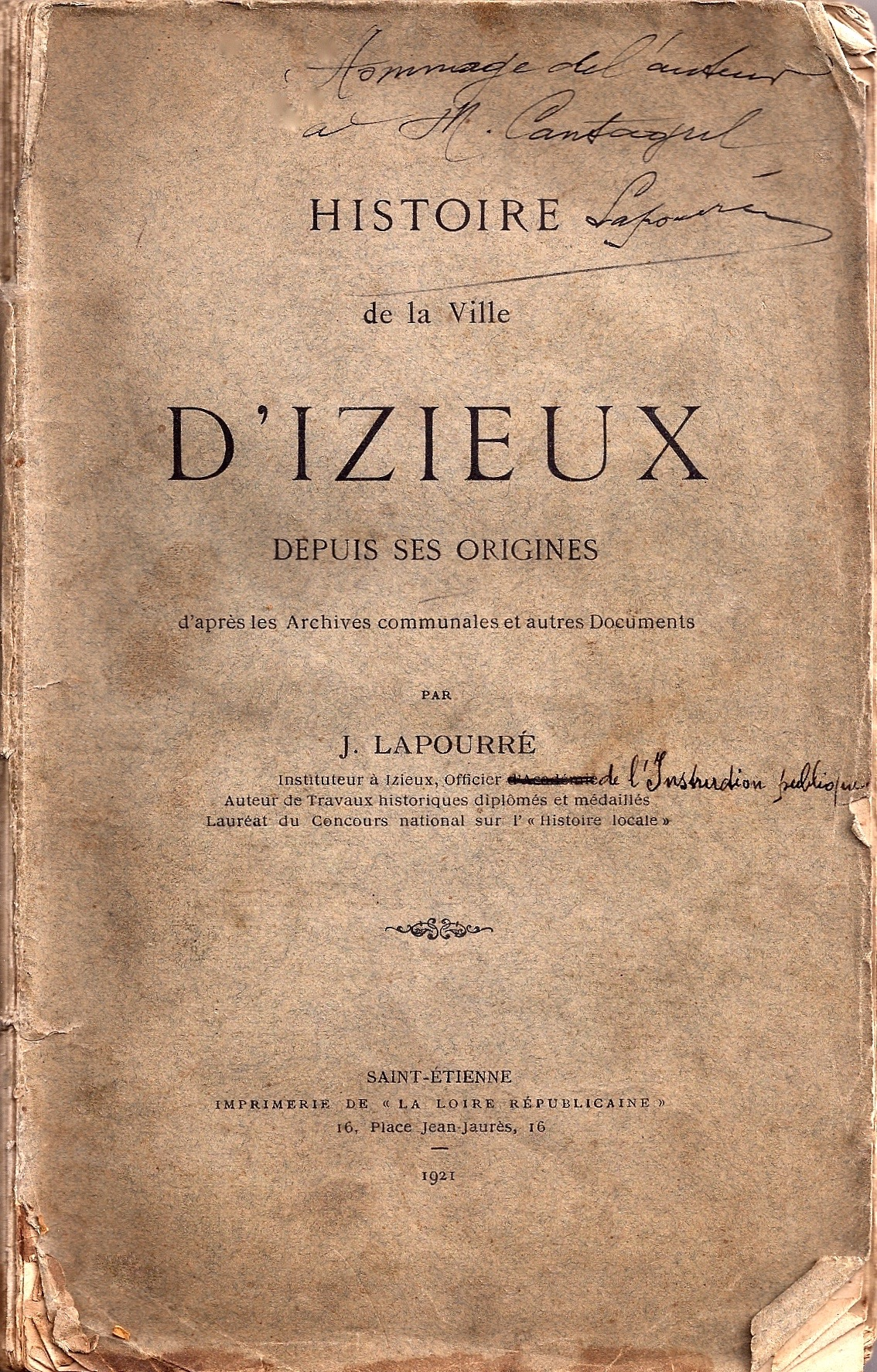
Histoire d'Izieux, Jean Lapourré, 1921.

### DuXVIeauXIXesiècle

#### Avant laRévolution industrielle
De la fin du Moyen Âge jusqu'au XIXe siècle, Izieux connaît une importante activité artisanale et proto-industrielle avec, notamment, le moulinage des soies et la fabrique de rubans. L'origine du moulinage des soies dans la région est attribuée à l'Italien de Bologne, Gayotti, qui émigra au début du XVIe siècle à Lyon puis à La Valla et à Saint-Chamond en emportant un moulin à soie. Daprès Jean Lapourré, qui publie en 1921 : "La croix de pierre que l'on voit au commencement de la rue de la République, au Creux, a été érigée en l'honneur de Gayotti et le blason de ses descendants y est sculpté".
D'après l'industriel, fabricant de lacets, Ennemond Richard (1806-1873) : "Le premier métier à basse-lisse avait, dit-on, été envoyé de Lyon à Izieux par les dames de Saint-Pierre de Lyon qui possédaient le fief d'Izieux et nommaient le curé ; un menuisier se fit constructeur de pareils métiers, et les maîtres ribandiersde Saint-Chamond conservèrent longtemps avec vénération un très ancien métier portant l'inscription de : Izieu 1515".
Au XVIIe siècle, la population s'occupe à l'agriculture : laboureurs, journaliers ; et déjà à l'industrie : tisserands, tixotiers (tisseurs), cloutiers (on rencontre aussi le terme clostriers), forgeurs de lames d'épée.

#### XIXesiècle
Grand développement pendant la révolution industrielle. Izieux est toujours connu pour ses fabriques de rubans mais aussi de clouteries.
Les teintureries appartenant alors à la famille Chavanne, furent à l'origine de la connotation de briseur de grève du nom jaune en raison de la couleur du soufre utilisé comme fixateur de pigments, imprégnant les vêtements des journaliers engagés pour pallier les mouvements sociaux des grévistes.

### Personnalités
- Pierre Sayve (1849-1897), photographe, né à Izieux.

## Politique

### Listes des maires[10]
- François Blachon : 1790)1792
- Pierre Roussier : 1792-1795

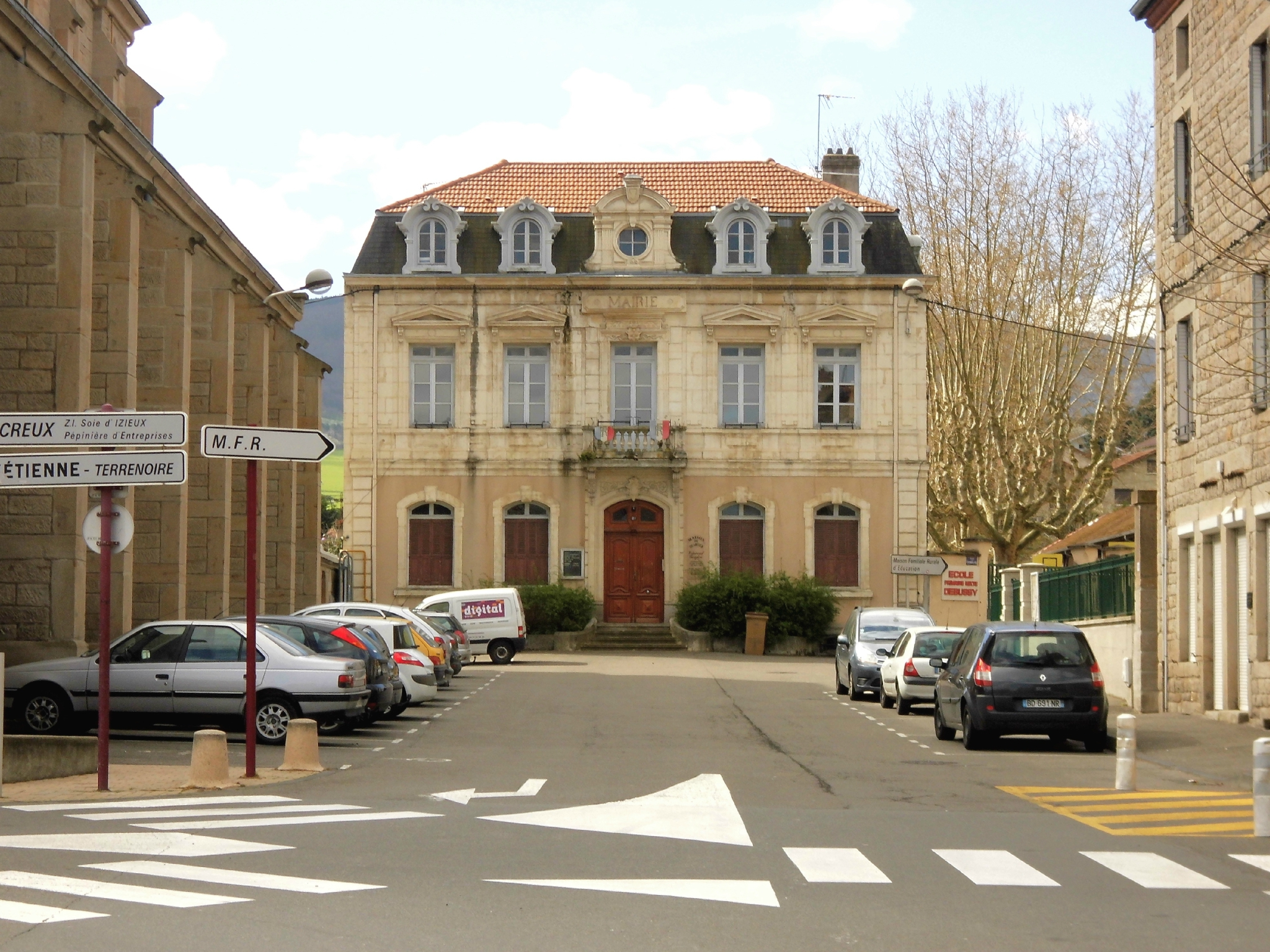
Ancienne mairie d'Izieux, 2014.

- Jean-Baptiste Perrochia de la Sorlière : 1795-1808
- Jean François Henri Royer de la Bastie : 1800-1829.
- Charles-François Richard : 1829-1831.
- Claude Bertail : 1831-1838.
- Antoine Michel[11]
- Pierre Antoine Périer : 1848- 1859.
- Constant Taponnier : 1860-1865, 1865-1870.
- Henri Louis Philippe Castel : 1870- ; 1870-1887.
- François Gillet fils : 1887-1892.
- Barthélémy Roblin : 1892-1895.
- Pétrus Vial : 1896-1900, 1900-1902.
- Michel Darmancier : 1902-1904.
- Pierre Joannon : 1904-1908, 1908-1912, 1912-1919, 1919-1925, 1925-1929, 1929-1935, 1935 (mai-août).
- Albert Ravachol : 1935-1942
- Alfred Laroche : 1942-1944.
- Marcel Peillon : 1944-1945.
- Roger Baudy : : 1945-1946.
- Joseph Chirat : 1946-1947.
- Vincent Goujon : 1947-1964.

## Démographie
| 1793  | 1800  | 1806  | 1821  | 1831  | 1836  | 1841  | 1846  | 1851  |
| ----- | ----- | ----- | ----- | ----- | ----- | ----- | ----- | ----- |
| 1 670 | 1 668 | 1 798 | 1 984 | 2 444 | 2 140 | 2 431 | 2 684 | 2 798 |

| 1856  | 1861  | 1866  | 1872  | 1876  | 1886  | 1891  | 1896  | 1901  |
| ----- | ----- | ----- | ----- | ----- | ----- | ----- | ----- | ----- |
| 3 503 | 3 657 | 4 385 | 4 360 | 5 194 | 6 181 | 6 141 | 6 785 | 7 647 |

| 1906  | 1911  | 1921  | 1926   | 1931   | 1936  | 1946  | 1954  | 1962   |
| ----- | ----- | ----- | ------ | ------ | ----- | ----- | ----- | ------ |
| 7 398 | 8 283 | 9 662 | 10 315 | 10 095 | 9 727 | 9 300 | 9 258 | 10 029 |

## Patrimoine

### Patrimoine industriel
À l'époque de la révolution industrielle, le textile et en particulier les soieries furent à l'origine de la construction de bâtiments industriels aujourd'hui classés : teinturerie, soie et forge d'Izieux. Certains de ces sites (dont « la pépinière d'entreprise » ou CAAI) ont pu se reconvertir, parfois difficilement.

### Patrimoine religieux
- L'église Saint-André : construite en 1379, détruite pendant les guerres de religion par les protestants du baron des Adrets ; reconstruite en 1581 ; démolie en 1869 ; nouvel édifice bâti de 1864 à 1868[1],[13].